# Know Nothing
Domorodá americká strana (Native American Party), roku 1855 přejmenovaná na Americkou stranu (American Party) a obecně známá jako hnutí Know Nothing (Nic nevím), byla americká nativistická politická strana, která celostátně působila kolem roku 1855. Bylo to původně protikatolické, xenofobní a protiimigrační hnutí, zpočátku působící jako tajná společnost. Jako Americká strana krátce patřilo k hlavním politickým silám Spojených států. Přezdívka Know Nothing vznikla podle toho, že příznivci hnutí měli nečlenům na otázky o svém spolku odpovídat slovy „Nic nevím“.
Členové Know Nothing věřili ve spiknutí „papeženců“ s cílem zničit občanské a náboženské svobody ve Spojených státech. Snažili se proto politicky organizovat rodilé protestanty na obranu tradičních náboženských a politických hodnot. Zejména se obávali, že katoličtí kněží a biskupové ovládnou velký blok voličů. Na většině míst se hnutí udrželo jen rok nebo dva, než se rozpadlo kvůli neschopným místním vůdcům, nedostatku veřejně známých národních vůdců a hlubokému rozštěpení kolem otázky otroctví. Na jihu USA strana nezdůrazňovala antikatolicismus, ale byla hlavní alternativou zde převládající Demokratické strany.
Rozpad strany whigů po schválení Zákona o Kansasu a Nebrasce (1854) otevřel prostor pro vznik nové velké strany v opozici vůči demokratům. Hnutí Know Nothing dosáhlo zvolení kongresmana Nathaniela P. Bankse z Massachusetts a několika dalších politiků ve volbách roku 1854 a vytvořilo novou stranickou organizaci známou jako Americká strana. Zejména na jihu sloužila Americká strana jako opora politiků nesouhlasících s politikou Demokratické strany. Mnozí také doufali, že Americká strana bude hledat kompromis mezi podporou otroctví u demokratických politiků a snahou otroctví zrušit u vznikající Republikánské strany. Americká strana v prezidentských volbách v roce 1856 nominovala bývalého prezidenta Millarda Fillmora, i když on své členství ve straně neuveřejnil. Fillmore dostal 21,5 % hlasů voličů, čímž skončil za demokratickým a republikánským kandidátem.
Po volbách v roce 1856 strana rychle oslabovala. Rozsudek z roku 1857 ve sporu Dred Scott v. Sandford dále povzbudil opozici vůči otroctví na Severu, načež se k republikánům připojilo mnoho příznivců Know Nothings. Většina ze zbývajících členů strany v prezidentských volbách v roce 1860 podporovala stranu Constitutional Union Party.